# Steingrímur Hermannsson

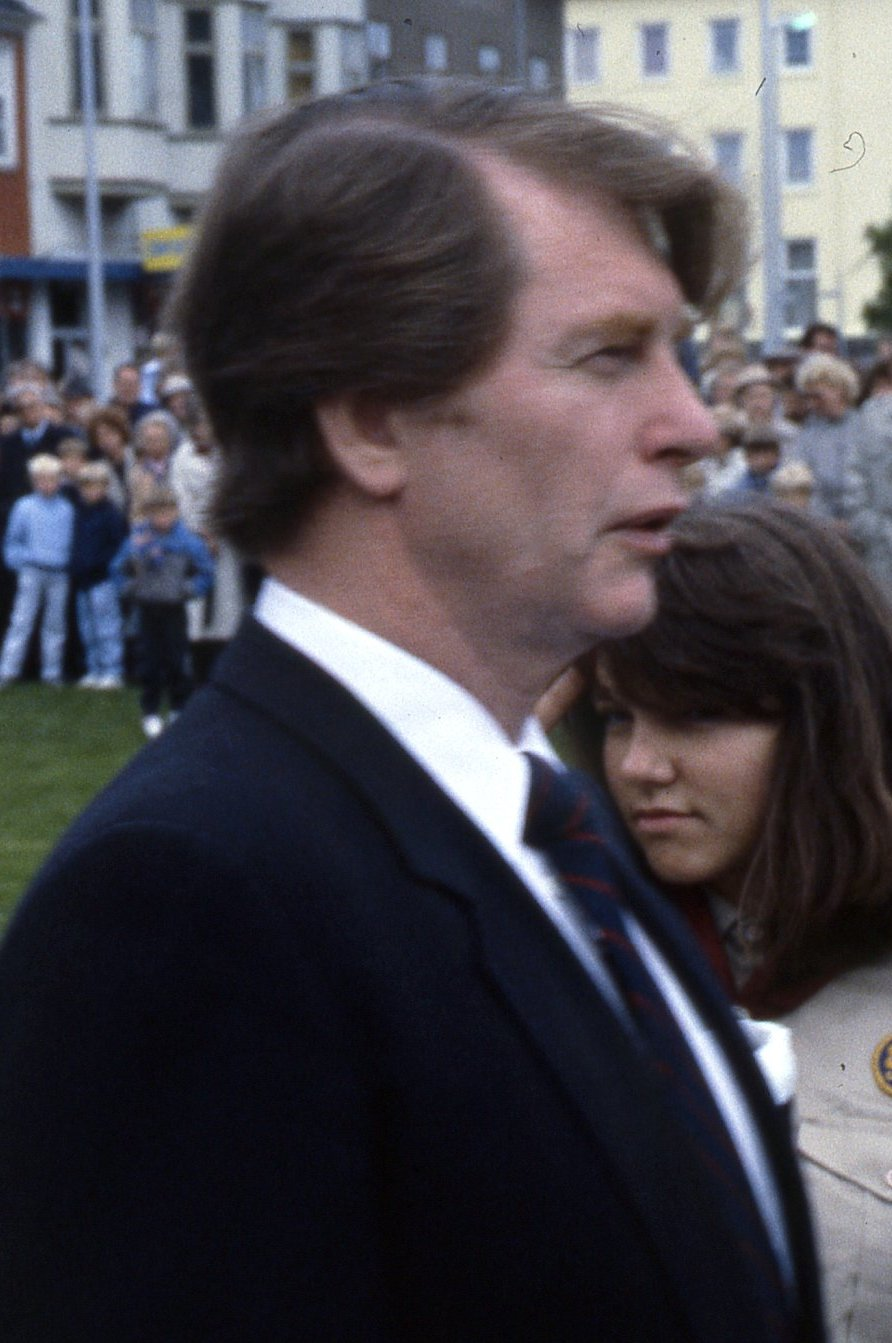
Steingrímur Hermannsson, 1985

Steingrímur Hermannsson [ˈstɛɪ̯nkrimʏr ˈhɛrmanˌsɔn] (* 22. Juni 1928 in Reykjavík; † 1. Februar 2010 in Garðabær) war ein isländischer Politiker (Fortschrittspartei) und zweimal Premierminister Islands.

## Leben
Steingrímur war der Sohn von Hermann Jónasson, der ebenfalls Premierminister Islands gewesen war.
Steingrímur Hermannsson besuchte bis 1948 das Reykjavik College und ging dann in die USA. Am Illinois Institute of Technology in Chicago und später am CalTech studierte er Elektrotechnik und schloss 1952 die Ausbildung als Elektroingenieur M. Sc. ab. Danach kehrte er nach Island zurück und arbeitete als Ingenieur in verschiedenen Institutionen und Unternehmen, darunter auch noch einmal ein Jahr in den USA. Von 1964 bis 1971 gehörte er dem Vorstand der Staatlichen Düngemittelfabrik Islands an.
1957 wurde er Direktor des isländischen Nationalen Forschungsrats sowie des Staatlichen Komitees für Beschäftigungsfragen (bis 1961). Seit 1962 war er auch im Wissenschaftskomitee der OECD tätig. Ab 1968 war er Mitglied des Technischen Ausschusses der Nationalen Energiebehörde.
Steingrímur Hermannsson wurde 1967 für die Fortschrittspartei in das Althing, das isländische Parlament, gewählt. 1979 wurde er während eines sehr turbulenten Jahres der isländischen Politik Vorsitzender seiner Partei und behielt dieses Amt bis 1994.
Von 1983 bis 1987 war Steingrímur Premierminister Islands, ebenfalls von 1988 bis 1991. Außerdem hatte er zeitweilig das Amt des Justizministers, des Landwirtschaftsministers, des Fischereiministers, des Verkehrsministers und des Außenministers inne.
Er war aktives Mitglied der Vereinigung Heimssýn, seit dieses EU-kritische Forum gegründet wurde.
Sein Sohn Guðmundur Steingrímsson (* 1972) ist ebenfalls politisch aktiv.